# Thea Sofie Loch Næss
Thea Sofie Loch Næss (* 26. November 1996 in Kristiansand) ist eine norwegische Schauspielerin.

## Leben
Næss wurde in Kristiansand geboren und wuchs in Oslo auf.
Sie besuchte die Hartvig-Nissen-Schule in Oslo.
Ihre erste Hauptrolle spielte sie 2014 in dem Film Natt til 17. Es folgten Auftritte in Film und Fernsehen. 2016 war sie in The Last King – Der Erbe des Königs in der tragenden Rolle als des Königs Tochter Kristin Sverresdatter zu sehen. 2018 spielte sie in der Serie The Last Kingdom mit. Im Jahr darauf wirkte sie an vier Folgen der Serie Kommissar Wisting mit. In der achtteiligen Dramaserie So Long, Marianne spielt sie die Marianne Ihlen in der Liebesgeschichte zwischen Leonard Cohen und der Norwegerin.

## Filmografie
- 2014: Natt til 17.
- 2014: High Point (Kurzfilm)
- 2015: Polaroid (Kurzfilm)
- 2015: Dryads – Girls Don’t Cry
- 2016: The Last King – Der Erbe des Königs (Birkebeinerne)
- 2016: Costa del Kongsvik (Fernsehserie, 8 Folgen)
- 2017: Jung & vielversprechend (Unge lovende, Fernsehserie, Folge 2x04)
- 2018: Jeg kom ikke hit for å danse (Kurzfilm)
- 2018: The Last Kingdom (Fernsehserie, 8 Folgen)
- 2019: Neste sommer (Fernsehserie, Folge 6x10)
- 2019: Kommissar Wisting (Wisting, Fernsehserie, 4 Folgen)
- 2019–2020: Hjerteslag (Fernsehserie, 35 Folgen)
- 2020: Good luck (Kurzfilm)
- 2021: Tyger Tyger
- 2021: Delete Me (Fernsehserie, 7 Folgen)
- 2022: Arctic Void
- 2022: Gjensyn (Kurzfilm)
- 2022: Ein Sturm zu Weihnachten (A Storm for Christmas, Fernsehserie, 6 Folgen)
- 2023: A Happy Day
- 2023: Evil (Ondskan, Fernsehserie, 6 Folgen)
- 2024: Götterdämmerung (Twilight of the Gods, Fernsehserie, 8 Folgen, Stimme von Marianne Ihlen)
- 2024: So long, Marianne (Fernsehserie, 8 Folgen)
- 2024: La Palma (Fernsehserie, 4 Folgen)
- 2025: The Ugly Stepsister